# Polyrhachis mondoi
Polyrhachis mondoi é uma espécie de formiga do gênero Polyrhachis, pertencente à subfamília Formicinae.